# Lema de Euclides

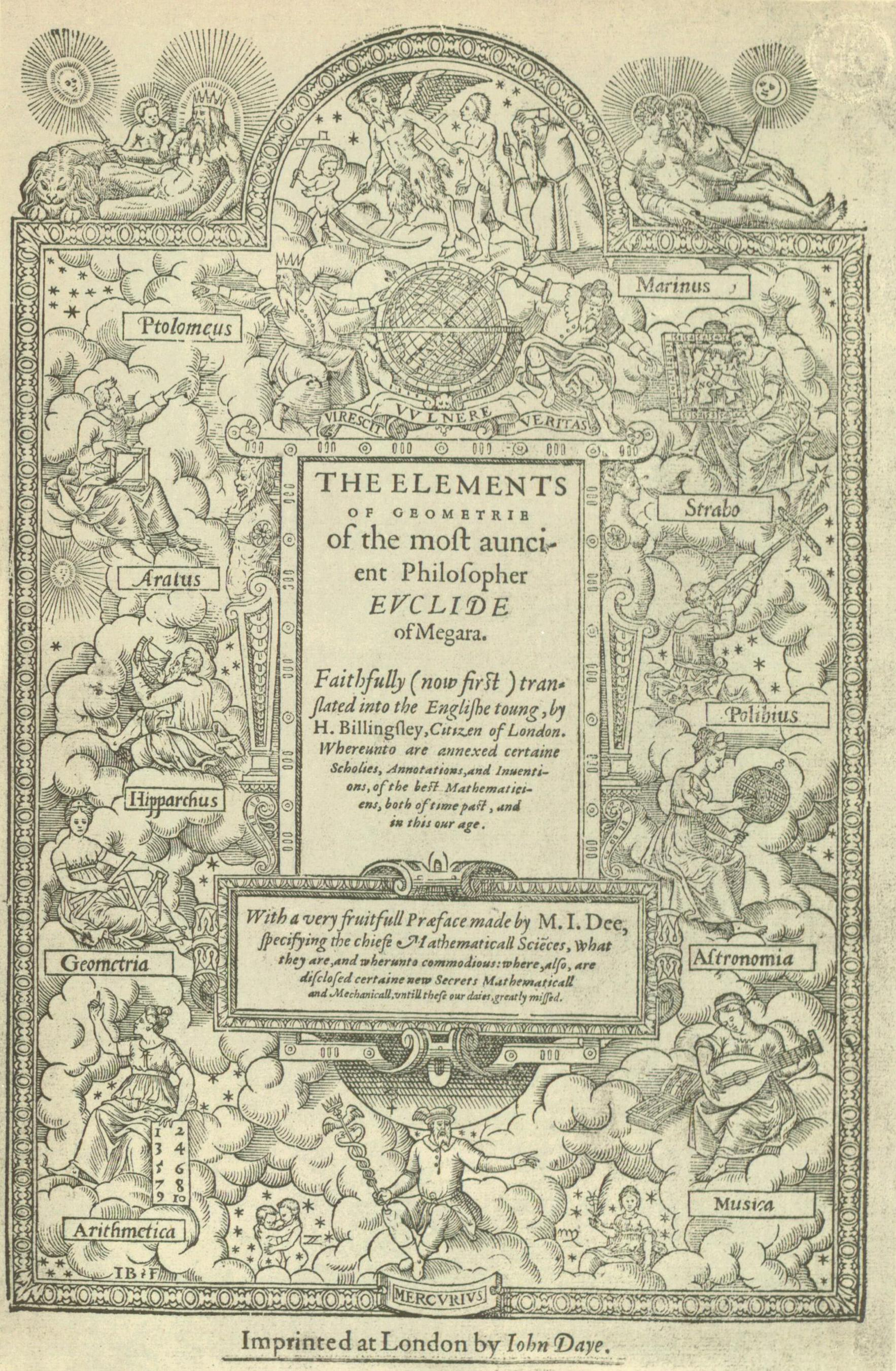
Portada Los elementos de Euclides, publicada en 1570 por Sir Henry Billingsley.

El lema de Euclides (del griego λῆμμα) es una generalización de la proposición 30 del libro VII de Elementos de Euclides. El lema asegura que:
| Si n es un número entero y divide a un producto ab y es coprimo con uno de los factores, entonces n divide al otro factor. Euclides, 300 a. C. |

Esto puede escribirse en notación moderna como:
{\displaystyle {\mbox{Si }}n\mid ab{\mbox{  }}{\mbox{y}}\operatorname {mcd} (n,a)=1,{\mbox{ entonces }}n\mid b}
La proposición 30 original, más conocida como primer teorema de Euclides dice que:
| Si p es un número primo y divide al producto de dos enteros positivos, entonces el número primo divide al menos a uno de los números. Euclides, 300 a. C. |

En notación moderna
{\displaystyle {\mbox{Si }}p\mid ab{\mbox{, entonces }}p\mid a\lor p\mid b}
El lema de Euclides se utiliza generalmente para demostrar otros teoremas, por ejemplo, es usado para demostrar el teorema fundamental de la aritmética.

## Demostración
- Supóngase, sin pérdida de generalidad, que p es coprimo con a, que p divide a ab, y finalmente véase que p divide a b. Por definición, p y a son coprimos si y solo si el mcd(a, p) = 1; y la identidad de Bézout asegura que existen números enteros x e y tales que:

{\displaystyle ax+py=1\,\!}
- Que p divida a ab significa que existe un número entero r tal que pr = ab. Volviendo a la primera ecuación y multiplicando en ambos miembros por b, se obtiene:

{\displaystyle b(ax+py)=b\,\!}
- y, en consecuencia

{\displaystyle bax+bpy=b\,\!}
- Sabiendo que pr = ab, se obtiene

{\displaystyle prx+bpy=b\,\!}
- sacando p como factor común, queda:

{\displaystyle p(rx+by)=b\,\!}
- como rx+by es un número entero, se concluye que p divide a b. Q.E.D.

## Historia
El lema aparece por primera vez como la proposición 30 en el Libro VII de los Elementos de Euclides, y se incluye en prácticamente todos los libros que cubren la teoría elemental de números.
La generalización del lema a números enteros apareció en el libro de texto de Jean Prestet Nouveaux Elémens de Mathématiques en 1681.
En el tratado de Carl Friedrich Gauss Disquisitiones arithmeticae, el enunciado del lema es la Proposición 14 de Euclides (Sección 2), que utiliza para probar la unicidad del producto de descomposición de los factores primos de un número entero (Teorema 16), admitiendo la existencia como "obvia". A partir de esta existencia y singularidad, deduce la generalización de los números primos a los enteros. Por esta razón, la generalización del lema de Euclides a veces se denomina lema de Gauss, pero algunos autores opinan que este uso es incorrecto debido a la confusión con el lema de Gauss sobre residuos cuadráticos.